# Арадія, або Євангеліє відьом
«Ара́дія, або Єва́нгеліє ві́дьом» (англ. Aradia, or the Gospel of the Witches) — книга, складена американським фольклористом Чарльзом Ґодфрі Ліландом 1899 року; збірка ритуалів і заклинань, які нібито застосовувала група відьом-язичниць із італійської провінції Тоскана. Справжність книги, як і саме існування ковена, описаного Ліландом, низка дослідників поставили під сумнів; проте, «Арадія» істотно вплинула на розвиток однієї зі сучасних неоязичницьких течій — вікки.

## Історія створення
У 1890-х роках Чарльз Ґодфрі Ліланд вивчав італійський фольклор у Флоренції; «Арадія» стала одним із плодів цих досліджень. Попри те, що авторство книги зазвичай приписують Ліланду, рукопис, який ліг в її основу, належав перу якоїсь італійки, яку Елізабет Робінс Пеннелл, племінниця Ліланда і творчиня його біографії, називає Магдаленою, а фольклорист Рома Лістер — Маргаритою. Якщо вірити Лістеру, ця жінка була послідовницею якогось стародавнього чаклунського культу, який нібито зародився ще за етрусків. 2008 року дослідник неоязичництва Рейвен Ґрімассі висловив припущення про те, що її повне ім'я — Магдалена Талуті (італ. Maddalena Taluti).
Ліланд познайомився з Магдаленою 1886 року, і її оповідання стали для нього одним із основних джерел інформації про італійський фольклор. Надані нею матеріали увійшли, зокрема, до його книги «Римські руїни етрусків…». Дізнавшись про існування рукопису, який нібито містив відомості про чаклунські ритуали відьом Тоскани, Ліланд попросив Магдалену відшукати його. 1 січня 1897 року він отримав від неї поштою манускрипт під назвою «Vangelo», який вона написала від руки. Ліланд вважав документ справжнім, проте не зміг з'ясувати, чи був він записаний безпосередньо з чиїхось слів. Рукопис став останнім матеріалом, який Магдалена надіслала Ліланду: судячи з їхнього листування, на той час вона мала намір емігрувати до США і припинила спілкування з письменником. За припущенням Рейвена Гримассі, у результаті вона все ж таки залишилася в Італії, проте їхнє листування з Ліландом так чи інакше перервалося.
Ліланд завершив роботу над розшифровкою, перекладом та редагуванням манускрипту на початку 1897 року і запропонував рукопис у видавництво Девіда Натта, де його прийняли, але не поспішали публікувати. 1899 року фольклорист попросив повернути йому рукопис, щоб його можна було надрукувати в іншому видавництві. Це змусило Натта погодитися на публікацію «Арадії», яка вийшла у світ у липні того ж року невеликим тиражем.

## Зміст

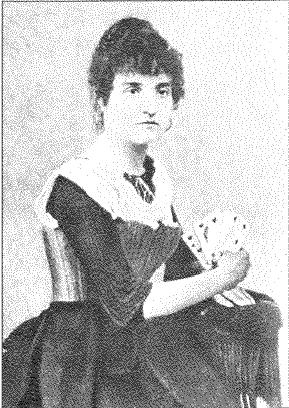
Фотопортрет Магдалени — інформаторки автора «Арадії»

Чарльз Ґодфрі Ліланд зазначав, що зміст «Vangelo» його не надто здивував, хоча він не очікував зустріти в тексті фрагменти, написані ритмічною прозою. Фольклорист вважав документ надійним джерелом відомостей про традиції та ритуали, пов'язані з проведенням шабашів відьом в італійській Тоскані. За словами Ліланда, прихильники цієї чаклунської практики «поклонялися забороненим божествам і творили заборонені діяння, натхненні бунтом проти Суспільства не менше, ніж власними пристрастями».
Остаточна редакція манускрипту, виконана Ліландом, складалася з п'ятнадцяти розділів, доповнених передмовою та додатком. У виданні також містилися виноски та — в деяких місцях — фрагменти оригінального тексту італійською мовою. Основну частину книжки становлять заклинання, молитви та ритуали, проте вона містить також міфи, які несуть відбиток впливу римської та християнської міфології. Серед персонажів цих переказів — богиня Діана, бог світла Люцифер, біблійний Каїн (який символізує Місяць), а також месіанська Арадія. Зважаючи на все, ієрархія всередині ведівського культу профанувала структуру Католицької церкви.

### Міфологія «Арадії»
Деякі розділи «Арадії» повністю складаються з магічних заклинань та описів ритуалів. Так, глава VI містить приворотні закляття; глава IV — замовляння для освячення «амулета Діани», який виготовляють із каменя з круглим отвором; глава II — вказівки щодо підготовки ритуального бенкету на честь Діани, Арадії та Каїна. Описового матеріалу значно менше: це, переважно, короткі оповідання-легенди про зародження ведівського культу і міфи про шановані божества. Ліланд окремо розглянув цю «міфологію» у додатку до основного тексту книги. Згідно з його описом, Діана у уявленні послідовників культу була «Царицею відьом», а інше жіноче божество, Арадію, він ототожнював з Іродіадою. Люцифер сприймався як бог Сонця; Каїн був чоловічою іпостассю місячного божества, яка, згідно з віруваннями тосканських відьом, ув'язнена всередині Місяця.
У розділі III «Арадії» Діана постає як деміург, встановлюючи початковий поділ самої себе на темряву та світло. Після появи Люцифера Діана спокушає його, обернувшись кішкою, і незабаром народжує дочку Арадію. За допомогою чаклунства Діана створює «небеса, зірки та дощ». У розділі I описано появу перших відьом, які, втікши з рабства якихось «панів», розпочали нове життя як «злодійки та злий народ»; Діана відправляє до них Арадію, щоб навчити їх магії, за допомогою якої їм вдасться «знищити злу расу „гнобителів“». Ліланда ця космогонія вразила, оскільки раніше він не стикався з міфами, в яких створення світу пов'язане з жіночим началом.

### Структура книги
«Арадія» розділена на п'ятнадцять розділів, десять із яких нібито є перекладом отриманого Ліландом рукопису «Vangelo». Письменник суттєво доповненив переклад, розширивши перші десять розділів власними коментарями та вставками (зокрема, особистими фольклористськими спостереженнями). На думку медієвіста Роберта Матісена, справжніми фрагментами «Vangelo» є лише перший розділ «Арадії» та частина четвертого, а всі інші матеріали Ліланд скомпілював з інших джерел.
Інші п'ять розділів додав Ліланд. В них він спробував довести, що язичницький культ Діани тривалий час співіснував в Італії з християнством. Також він наводив фрагменти «оригінального» італійського тексту, з якого, за його твердженням, здійснювався переклад. Наприкінці XX століття Маріо Паццальїні, виконуючи новий переклад «Арадії», вказав на те, що ці вставки рясніють орфографічними та граматичними помилками; крім того, цитати наведено літературною італійською мовою, а не одним із місцевих діалектів, що було природніше. З цього Паццальїні зробив висновок, що спочатку Ліланд перекладав текст із тосканського діалекту на ламану італійську, а вже потім — на англійську, причому в процесі роботи фольклорист припустився багатьох помилок і недбалостей.

## Сумніви щодо справжності
Ліланд у своїх нотатках до «Арадії» стверджував, що чаклунський культ, чиї ритуали на його думку містить книга, існував із часів Середньовіччя і що в Тоскані та Романьї ще наприкінці XIX століття залишалися села, повністю населені язичниками. Манускрипт «Vangelo» він без жодних застережень вважав справжнім, переладеним, ймовірно, з якогось гіпотетичного латинського першоджерела.
Однак справжність рукопису, як і сам факт його отримання Ліландом, низка дослідників поставили під сумнів. 1921 року Марґарет Мюррей у книзі «Відьомські культи в Західній Європі» висунула гіпотезу про те, що відівські процеси Середньовіччя були насправді масованим переслідуванням організованого язичницького культу. Американська письменниця Теда Кеньйон 1929 року видала книгу «Відьми ще живі», де пов'язала теорію Мюррей про єдину європейську язичницьку віру з «Арадією»; після цього аргументи проти цієї теорії автоматично поєднувалися з аргументами проти Ліланда. Так, Джеффрі Расселл присвятив частину своєї праці «Історія чаклунства…» спростуванню справжності «Арадії» та розвінчуванню теорій Мюррей і Жюля Мішле про те, що чаклунство в Європі було пов'язане з якоюсь таємною організованою релігією. Історик Елліот Роуз також поставив під сумнів автентичність «Арадії», охарактеризувавши її як «добірку заклинань, які безуспішно намагаються створити видимість релігії».
Загалом думки про справжність «Арадії» зводяться до трьох різних тверджень:
1. «Vangelo», першоджерело тексту — автентичний документ, в якому міститься інформація про маловивчений язичницький релігійний культ.
2. Початковий рукопис повністю або частково написала Магдалена, можливо, за участі Ліланда.
3. Усі матеріали повністю сфальшував Ліланд.

Третьої, найскептичнішої версії дотримуються деякі сучасні вчені, наприклад, Рональд Гаттон, який висловив сумнів не лише в існуванні релігійного культу, священним писанням якого нібито є «Арадія», а й у реальності «відьми» Магдалени. Прихильники справжності «Арадії» або займають проміжну позицію, визнаючи, що початковий документ частково спотворено, або повністю довіряють історії Ліланда, стверджуючи, що отриманий ним манускрипт дійсно включає описи реальних ритуалів. Цю думку поділяє, зокрема, американська антропологиня Сабіна Мальокко, яка у своїй статті «Ким була Арадія? Історія та розвиток легенди» припустила, що рукопис «Vangelo» справді зображав вірування послідовників язичницького культу Іродіади-Арадії, проте не в його первозданній формі, а в дещо спотвореному вигляді; як докази впливу християнства на середньовічну «чаклунську релігію» вона наводить появу чужорідного образу Люцифера, використання деяких магічних практик і проведення специфічних чаклунських ритуалів, таких, наприклад, як танці під місяцем в оголеному вигляді.

## Вплив на культуру

### Вплив «Арадії» на неоязичництво
Відразу після появи «Арадія» не привернула відчутної уваги. По суті, книгу було забуто до 1950-х років, коли її відкрили для себе групи неоязичників. На початку 1960-х двоє неоязичників, Чарльз та Мері Карделли, вперше перевидали «Арадію», а 1968 року її перевидав прихильник вікки Реймонд Бакленд.
Послідовники Джеральда Ґарднера, засновника вікки, багато в чому спиралися на «Арадію», розробляючи свої ритуали. Так, текст під назвою «Наказ Богині», один із важливих елементів вікканського богослужіння, практично повністю списаний зі звернення Арадії до своїх послідовників із першого розділу книги. У деяких вікканських практиках ім'я «Арадія» використовують для позначення Богині; спочатку, як зауважує Рональд Гаттон, Ґарднер та його послідовники використовували його спотворену форму «Аірдія». Традиція ритуального оголення («небесного одягу») також, імовірно, походить від «Арадії». На думку американського письменника Рейвена Гримассі, ця практика була цілком звичною для італійських чаклунок епох Середньовіччя та Відродження.
Сприйняття «Арадії» неоязичниками не було, однак, однозначно позитивним: можливо, причиною тому була пряма згадка в тексті книги Люцифера як божества відьом, тоді як послідовники «романтизованого язичництва» Ґарднера прагнули всіляко відмежуватися від будь-яких форм дияволопоклонства і убезпечити себе від асоціацій із сатанізмом. Вже наприкінці 1960-х «Арадія» зникла зі списків рекомендованих книг, які віккани складали для неофітів, і майже перестала відкрито цитуватись у свіжонаписаних неоязичницьких книгах.

### «Арадія» у масовій культурі
- Британський гурт Inkubus Sukkubus, який виконує язичницький рок, 1999 року записав пісню під назвою «Aradia», що увійшла в альбом Wild[en]. Композиція є вільним перекладом однієї з молитов, звернених до Арадії, і містить прямі цитати з книги італійською мовою.
- Шотландський готичний колектив Dream Disciples[en] на дебютному альбомі Veil of Tears (1991) має пісню «Aradia».
- У веб-коміксі Homestuck є персонаж на ім'я Арадія.